# Ефект метелика в масовій культурі
Ефект метелика описує явище в теорії хаосу, за якого незначна зміна обставин може спричинити значну зміну результату. Наукову концепцію приписують Едварду Лоренцу, математику та метеорологу, який використовував метафору для опису результатів своїх досліджень, пов'язаних із теорією хаосу та прогнозуванням погоди, спочатку в статті 1972 року під назвою «Передбачуваність: чи може помах крила метелика в Бразилії викликали торнадо в Техасі?» Метафору метелика приписують оповіданню Рея Бредбері «Звук грому» 1952 року.
Концепція була широко прийнята популярною культурою та тлумачилася так, що невеликі події мають збурливий ефект, який викликає набагато більші події, і стала загальним афоризмом.

## Приклади

### «Звук грому»
Оповідання Рея Бредбері «Звук грому» 1952 року досліджує концепцію того, як смерть метелика в минулому могла мати кардинальні зміни в майбутньому, і було використано як приклад «ефекту метелика» і як розглянути теорію хаосу та фізику подорожей у часі. За цією історією було знято однойменний фільм і епізод телесеріалу «Театр Рея Бредбері» .

### Фільми
Вплив цієї концепції можна побачити у фільмах «Термінатор», «Назад у майбутнє», «Люди Ікс: Дні минулого майбутнього», «Помста Махеша» і «Хмарний атлас».
У фільмі «Гавана» 1990 року персонаж, якого зіграв Роберт Редфорд, каже: «Метелик може помахати крилами над квіткою в Китаї та викликати ураган у Карибському морі», а вчені «можуть навіть підрахувати шанси». За словами наукового журналіста Пітера Дізікеса, фільми «Гавана» та «Ефект метелика» неправильно характеризують ефект метелика, стверджуючи, що ефект можна точно обчислити, оскільки це протилежно його науковому значенню в теорії хаосу, оскільки воно стосується непередбачуваності певних фізичних систем. У 2008 році Дізікс пише: «Більше значення ефекту метелика полягає не в тому, що ми можемо легко відстежувати такі зв'язки, а в тому, що ми не можемо це зробити».
У фільмі «Парк Юрського періоду» 1993 року доктор Ян Малкольм (роль якого зіграв Джефф Голдблюм) намагається пояснити теорію хаосу доктору Еллі Саттлер (роль якої виконує Лора Дерн), зокрема посилаючись на ефект метелика, заявляючи: «Він просто має справу з непередбачуваністю в комплексі системи» та «Скорочене слово — „ефект метелика“. У Пекіні метелик може помахати крилами, а в Центральному парку замість сонця буде дощ».
Інші приклади включають роман Террі Пратчетта «Цікаві часи», який розповідає про чарівного «квантового метелика погоди», який здатний маніпулювати погодними умовами. У фільмі «Пан Ніхто» 2009 року поєднано ефект метелика та концепцію менших подій, які призводять до більших змін, що змінюють життя людини.
Міні-серіал короткометражних фільмів 2020—2021 років Джулі Нолке «Пояснення пандемії своєму минулому» використовує ефект метелика як обмеження того, скільки вона може пояснити своєму минулому.
У рецензії Ґардіан описано, що фільм 2021 року «Голка в копиці часу» містить сюжет, у якому персонаж, якого грає Леслі Одом-молодший, «запускає жахливий ефект метелика, що призводить не до виживання динозаврів, не до смертельної чуми, не програш союзників у Другій світовій війні, а те, що він був одружений на Фріді Пінто замість Синтії Еріво».

### Телебачення
Концепція згадується в епізоді Treehouse of Horror телесеріалу Сімпсони.
«Мій метелик», епізод з телесеріалу Клініка, містить дві окремі часові шкали, на кожну з яких впливає ефект метелика. Прем'єрні епізоди четвертого сезону Потворна Бетті називаються «Ефект метелика Частина 1» і «Ефект метелика Частина 2», а огляд епізодів у Vulture зазначає: «Потворна Бетті безперечно втілена в фізику ефекту метелика, також: одна маленька зміна справді може спричинити масштабні наслідки».
Міні-серіал «Чорний птах» (2022) починається з розповіді про ефект метелика.

### Відеоігри
Ця концепція також включена у відеоігри, зокрема Eve Online. У відеогрі Until Dawn 2015 року центральним сюжетом є ефект метелика, який використовує цю концепцію для опису того, як вибір гравця може суттєво вплинути на результат подій. Серія відеоігор Life Is Strange, вперше випущена в 2015 році, багаторазово згадує ефект метелика та використовує його, щоб описати, як вибір гравця впливає на сюжет гри.

### Книги
Біографія Кендріка Ламара «Ефект метелика: як Кендрік Ламар запалив душу Чорної Америки» від Маркуса Дж. Мура, випущена в 2020 році, розповідає про моменти «що було б, якби» під час життя та розвитку кар'єри Ламара, включно з тим, що сталося після випуску To Pimp a Butterfly.
У книзі Едварда Мелілло «Ефект метелика: комахи та створення сучасного світу» 2020 року міститься концепція для обговорення впливу комах на історію.

### Інша популярна культура
Під час пандемії COVID-19 лікар і журналіст Пітер Ендікотт використав ефект метелика, щоб описати вплив збільшення часу очікування в системі охорони здоров'я Великій Британії, тобто «Проміжний ефект, який це мало б на мій день: удари крил метелика вранці викликають торнадо до полудня». Ефект метелика також використовувався як виправдання для приховування новин у Китаї про смерть Лі Веньляна.